# Исхрана Срба у 19. веку
Исхрана Срба у 19. веку представља спој оријенталних и западњачких елемената. Србија је увек била место „прелома погаче”, на чијим су се просторима ломиле две стране — исток и запад. Најдубљи траг оставила је османска владавина која је потрајала чак пет векова. Утицај османске кухиње био је најјачи у Санџаку, а најслабији у Војводини — северније области на почетку 18. века потпале су под утицај аустријског, односно немачког културног круга, који се у Србији називао по Швабама — швапски — колонизованим током 18. и 19. века.. Такође је био присутан и нешто слабији утицај Јевреја, Цинцара и Јермена. Тек у новије време, тј. од средине 19. века, продрли су са севера западњачки утицаји.
Спој и прожимања разних утицаја на исхрану Срба у 19. веку веома су интересантни. Поред османског утицаја, постоји такође и значајан уплив немачког и мађарског начина исхране. Тако да су се паралелно спремали гулаш, паприкаш и сатараш, јела пореклом из Мађарске, и јела попут ђувеча, мусаке и пилава која су пореклом из Турске. Значајан је био и утицај подунавских Немаца који су са собом донели типично немачка јела. У књижевним делима описиване су те новине у исхрани, а значајна је и појава новинских чланака о храни и рецептима.

## Биљне културе у српској исхрани у 19. веку
До 19. века већ су се у узгајању и употреби усталиле оне врсте које нису биле познате у нашим крајевима у средњем веку. Из новооткривених прекоокеанских земаља стигли су нам: паприка, кукуруз, пасуљ, а нешто касније кромпир и парадајз. Претпоставља се да је паприка донета на балканске просторе крајем 16. века под називом „индијски бибер”. Пасуљ је, заједно са грашком и сочивом донесен крајем 17. века преко Угарске. Сматра се да су у српским земљама за турског времена пасуљ и купус били основ кухиње. Кромпир је из Европе у Србију донео Доситеј Обрадовић почетком 19. века, тачније на почетку Првог српског устанка. З. Мајдин у једном свом новинском чланку пише:
Легенда вели да није наишао на топао пријем, нарочито код српског свештенства. Ипак, вождов мрки поглед је пресудио и за деценију-две кромпир се „примио” у народу. Свега пола века касније у Првом српском кувару јеромонаха Јеротија Драгановића кромпир се помиње као уобичајена намирница.
Аутохтоне житарице на српским просторима су пшеница, јечам, просо, раж, овас и спелта, а касније су стигли хељда, крупник, пиринач и кукуруз. Кукуруз је стигао тек у 17. веку и успео је да потисне пшеницу, што је својствено нашим крајевима који су били под османском влашћу. То је зато што је кукуруз давао много више приноса у брдским пределима него пшеница. Срби су насељавали брда, бежећи од Турака, који су заузели равнице. Најзначајнија култура коју су Турци Османлије донели на балканске просторе јесте пиринач, пореклом са подручја јужне Индије и Кине. Арапи су га упознали у Ираку, а Турци су га преузели од Арапа. О његовом индијском пореклу сведоче и имена „биринџ” и „ориз”, које потичу из санскрита.
Старе врсте воћа су: јабуке, крушке, купине, боровнице, јагоде (то сведочи постојање старог насеља Јагодине).1 Поред њих јављају се и нове врсте коју су донели Османлије: бресква шефтелија, мушмуле, кајсија, шљиве зерделије и шљиве пожегаче, док је шљива црвена ранка, аутохтона врста.
Све те биљне културе, како аутохтоне, тако и оне које су стизале после средњег века из разних крајева света, битно утичу на обликовање начина исхране код Срба у 19. веку.

## Храна као огледало друштва
Као и код других народа, и код Срба разликује се исхрана различитих друштвених слојева, градске и сеоске средине, обичним и празничним данима. О томе се говори у књизи „Приватни живот код Срба у деветнаестом веку”, где се каже да се у припреми и конзумирању хране осликавају многи аспекти друштва, као што су привредни — гајење одређених житарица или стоке, економски — куповна моћ становништва, и религијски, који се односе на избор хране у време постова.
Посебно су се разликовале сеоска и градска кухиња. Од великог значаја је био економски статус домаћинства. Сеоска домаћинства су сву потребну храну производила самостално. Куповали су само оно што нису могли сами да произведу, а то су шећер, со и уље.
Исхрана је доста зависила од тога да ли је година била родна или не. Годишња доба су такође имала утицај на начин исхране. Јача храна се јела у јесен и зиму, а током пролећа и лета састојала се од сезонског поврћа и воћа. Користиле су се и самоникле биљке — зеље, коприве, печурке. Такође су и постови имали велики утицај на начин исхране.

## Исхрана у градској средини почетком 19. века
У Београду, почетком 19. века због патријархалног начина живота све је било подређено домаћину куће. Пошто је домаћин био одсутан током целог дана због послова, ручак је био скроман, мало се спремало и кувало. Тек су се за вечеру, када је домаћин био код куће, спремала боља и одабранија јела. Кухињски послови у то време захтевали су велики труд и стрпљење. Тада штедњака није било. Кувало се на отвореном огњишту у земљаним лонцима и шерпама. Због тога је у то време у Београду радило доста фурунџија. Свака улица је имала бар по једну фурунџиницу (пекару), која је обично имала доста посла, јер су и турске и српске породице носиле одређена јела да се тамо испеку. Најчешће су се у тепсијама на печење носили ђувеч, мусака, гибаница, јагњад и ћурке на подварку.
Било је мање намирница него данас. Храна је била доста једноставна, али јака и хранљива. Кувало се на маслу или на лоју. Тешко се могло доћи до свињске масти, пошто су Турци забрањивали доношење свиња у варош. Од поврћа користио се лук, кромпир, купус, пасуљ, ређе сочиво и тек половином лета на пијаци су се могли наћи боранија, боб, паприке и краставци. За карфиол, кељ, келерабу, спанаћ уопште се није знало почетком 19. века. Тек половином 19. века од Немаца из Војводине стижу ове повртарске биљке.
У кухињама су се тада спремале разне чорбе, пилав, ђувеч, сарма, ћуфте, капама, јанија, папазјанија, јела од рибе и печења. Ова јела су грчко-оријенталног порекла, што је очигледан траг вишевековног оријенталног утицаја. Још једно јело које су Турци донели на балканске просторе, а задржало се и у 19. веку, јесте бунгур. Оно се прави од житарица, највише од пшенице и јечма. Крајем 19. века помиње га С. Тројановић:
Код нас се много цени и бунгур. Може бити од јечма или од пшенице, а прави се истоветно у свим земљама где Срби живе. Први се прави тако што се јечам куха неко време, али не у кључалој води него се више вари, затим се извади и лепо осуши. Пошто је довољно сух, грува се у ступи, а тиме се од ошља очисти (ако јечам није чист, као што раде у Јадру) и у неколико истуца –- то је бунгур… Бунгур пшенични исто се онако скува као јечмени, али кад се осуши не туцају га у ступи, него га у воденици крупно измељу, или боље речено тек прекрупе. Употребљава се исто онако као и бунгур јечмени.
У неким подручјима као што је Херцеговина, бунгур се правио од кукуруза. И Вук Стефановић Караџић помиње бунгур као кукурузни или пшенични. Поред бунгура доста се користила и тарана коју су такође донели Турци. И тарана се производила од пшенице. Бунгур и тарана су све до 19. века биле замена за пиринач који је био веома скуп.
И слаткиши су били углавном оријентални. Спремали су се: баклава, локумићи, гурабије, татлије и нека врста алве. У јеловнику су биле заступљене и разне пите: пита са сиром, од зеља, са месом, са орасима, бундевара, а спремана је и пита са сецканим пужевима у време поста.
Обичне грађанске породице преко лета су ручале у кухињи, али не на столу него на софри. Преко софре се стављао велики округао послужавник (синија), а на њега су били ређани тањири и прибор за јело. Седело се на великим јастуцима који су били поређани око софре. Уместо столњака, укућани би разастрли по крилу пешкир дугачак 2—3 метра.

## Утицај западних земаља
Градска средина је била отворенија од сеоске за разне промене, како због различитих култура које су се ту преплитале, тако и због све већег стремљења ка Европи, које је било донекле последица борбе Срба у оквиру Османског царства за независност. На северу се осећао јак утицај немачке кухиње, посебно у другој половини 19. века. Пре свега се мисли на подунавске Немце и њихов утицај који су имали на исхрану Срба у Војводини, а затим његово ширење јужно од Саве и Дунава. Немачки утицај се огледа у начину припремања оброка, али и у прихватању неких намирница које су јужно од Саве и Дунава биле непознате или се нису користиле. Када је реч о новим јелима која су стигла, то су: кнедле, ноклице, ринфлајш, шницле, швапски сир, путер, милерам, и сл. Под немачким утицајем домаћице у Србији су почеле да месе разна теста, колаче, а посебно штрудле и крофне. У то време у Срба још увек се нису гајили спанаћ, грашак, парадајз, салата, шаргарепа и остала зелен. Њих су земунске пиљарице добављале за куће у којима је већ владала западњачка култура.
Под утицајем Запада такође се уводи и доручак као први јутарњи оброк. Радно време чиновника одређивало је време обеда. Доручак је служен ујутро одмах по устајању и најчешће се тада служио хлеб или пециво с путером и џемом и бела кафа. Према запису британског конзула Арчибалда Пејтона који је преноћио код једног српског домаћина у Шапцу, „увод у доручак” је био слатко од ружа, чашица шљивовице и чибук које су му донели на сребрном послужавнику. Затим је добио доручак: кафу, двопек и кајмак. Занимљиво је то да без слатког и чаше воде као да није могла да почне посета у приватном простору. Тиме се исказује пажња госту, а и показује гостопримство домаћина. Читав обред створен је око послуживања слатког. Тачно се знало како се треба служити и како се неко послужује њиме. Веома леп опис тог „обреда” дао је Сава Бјелановић, описавши послужење слатког у једној српској породици:
То је већ част којом те сретају у свакој биоградској кући. Само ваља пазити, како се прихваћа: узмеш сребрну жличицу, захватиш с тањира „слаткога“ (а то је нека врста пекмеза, од свакога воћа), али само једном или највише два пута, положиш жличицу на други тањир, ждрокнеш воде из чаше, и ето ти пружају црну кафу.

Пре сваког ручка служена је чаша ракије, а као предјело служени су сир са белим или црним луком. Ручак је био око 14 часова и обично су служени супа, вариво и месо. Начин на који су справљани зависио је од краја Србије у ком се домаћинство налазило. На пример, Георгије Магарашевић описује ручак код Јеврема Обреновића у Шапцу. Поред поменутог предјела, које је углавном било исто за све крајеве Србије, помиње јела која су следила после предјела: чорбу, говеђе месо, купус с месом, печење и тесто на крају оброка. Помиње и то да се уз ручак обично пије „бело смедеревско вино”. Ручак се, по његовим речима, завршавао кафом. У другом крају Србије, у Жагубици, један Немац, Ото Дубислав фон Пирх, био је гост жагубичког кнеза. Дубислав помиње чашу ракије као уобичајени почетак сваког ручка, предјело слично оном код Јеврема Обреновића, а то је „мало сира, хлеба и лука” и нешто другачији ручак. Пред госта су изнети: супа од пиринча са пилећим месом, паприкаш који у Аустрији зову „ајмокац”, кисели купус са свињским месом. Да би гост „мало предахнуо”, домаћица је изнела укувани пиринач, а затим је био почашћен ћурећим печењем. Већ после супе служено је вино и доливано је чим би се чаша испразнила.
За вечеру око 19 часова јела су се хладна јела као што је месо у аспику салате у мајонезу, сиреви, или пак остатак од ручка. Кад би на вечери остајао гост она би била свеже припремљена и обилнија. Арчибалд Пејтон говорио је о вечери код домаћина у Шапцу 1845. године. Вечери је претходила чашица шљивовице, обед је почео благо закисељеном супом, потом је изнета кувана кокошка са репом и шећером. После тога послужени су пудинг од бадема, суво грожђе и палачинке. На крају вечере послужен је печени петао. Уз вечеру пило се бело вино, а уз десерт црно вино из Неготина.
У последњим деценијама 19. века, вино је постало обавезно пиће којим су заливани оброци. Вино није могао свако себи да приушти, јер се производило на мањим пространствима само за кућну употребу или у већим виноградима, па се куповало.
Половином 19. века, када је филоксера уништила винову лозу, опала је производња вина и лозове ракије. Због тога почиње да се развија гајење шљива. Црвена ранка је аутохтона сорта српске шљиве и она се највише узгајала. Шљива и њени производи све више су заузимали места у свакодневном животу Срба. Шљивова ракија, шљивовица, постала је обавезна готово пре сваког оброка.
Пред госте се увек износило све најбоље што се имало. У свакодневном животу један српски домаћин Јован Жујовић описује исхрану у својој кући као „просту и обилну”. Јела се супа, затим ринфлајш, цушпајз (прилог од поврћа, вариво) сваког дана, печење четвртком и недељом, а колачи су спремани недељом. Воћа и сира је било увек. За вечеру се јео остатак од цушпајза и сир, а преко зиме су томе додаване пржене кобасице и пастрмке.
Сиромашнији слојеви друштва су се знатно слабије и оскудније хранили. Као основ у исхрани користили су проју, односно кукурузно брашно, пасуљ, црни и бели лук, као и купус који се свуда гајио у великим количинама. Такође су доста користили масло, сир и сурутку. Сурутка се користила за добијање сира „урде”, а трошила се и као напитак. Справљали су и разне каше. Месо се спремало само за празнике, када се јело још и свеже и сушено воће и пили разни напици.
Крајем 19. века кроз кухињу се у Србији стапају различите културе, па се једнако спремају ђувеч и ћевап, као и паприкаш и сатараш. Та мешавина се огледа у делу Стевана Сремца „Ивкова слава”, где једног од ликова хвале као мајстора за спремање хране који се не би постидео ни пред „цинцарским ашчијом”, ни пред „швапском куварицом”. Хвале га како уме да направи ћевап, ђувеч, аласку чорбу, јанију и паприкаш. Његов паприкаш толико хвале да кажу да је тако запаприо паприкаш да га нико, па ни он сам није могао јести. Зачињавање алевом паприком, као и уопште коришћење зачина, преузето је од Мађара.
У градским срединама у познијим годинама 19. века у граду је и посуђе било бољег квалитета него на селу. Супа се јела из дубоког тањира, а главно јело из плитког. У празничне дане користило се више посуда него обичним данима. Било је више тањира: за предјело, главно јело, салату, колаче. Посуђе је било квалитетније, а израђивало се од метала и стакла. У сиромашнијим кућама користило се посуђе од бакра, калаја или гвожђа. Било је једноставно и без украса. У богатијим кућама држано је лепо израђено и украшено бакарно или сребрно посуђе.
Ипак, није се увек на ове нове утицаје гледало с одобравањем. У делу Стевана Сремца, Ивкова слава, Мирко, један од ликова који је у познијим годинама говори о томе, дајући предност „старинској” кухињи:
Ама у моје време није се знало за беле кафе и крофне, нити се знало за те милипроте, ни за те супе и сосове! Него качамак и проју, па купус у ужичком лонцу земљаном, па како се који дан више подгрева, а оно све бољи, јакако! Али ја вам још не знам шта је то зубобоља, нити ми је иједан зуб мој бламиран.

## Двор Милоша Обреновића
На двору Милоша Обреновића крајем 19. века постојала је тежња ка модернизовању кухињског прибора и исхране. Почели су се примати манири и начин живота отменог друштва попут оног у Земуну, Бечу и Пешти. Тако су на двор почели да пристижу сандуци са шољама за сос, есцајг са дубоким и плитким тањирима и салвете. Смеша млека и кафе, због које су се смејали секретару Давидовићу када су видели како и шта доручкује, одавно је била нешто сасвим нормално. Почела су се спремати и многа јела која су одавала немачки утицај, и због начина припремања, и због самих назива јела. Припремају се јела од „мутмела” (бело, мекано брашно), као што су „флекице”, „нудле”, пеку се „земличке”, „переце”, „крампфн” (крофне), „похерај” (поховано месо), и др. У кухињу се уводе и нове врсте поврћа, попут целера. Почињу да се користе разни сосови и умаци.
Поред тих новина сам Милош Обреновић имао је „своје специјалитете”: „беле бубреге”2 и чорбу од крављег вимена. „Бели бубрези” справљани су му од мошница вола или вепра, са свињском машћу, неколико зрна бибера, паприком, листовима босиљка или мирођије, белим луком, кореном рена и посољеним пројиним брашном. За „беле бубреге” одувек се сматрало да имају афродизијачке моћи. Као још једно од омиљених Милошевих јела помиње се чорба од крављег вимена, која се заправо прави од млечних жлезда које се оперу и у комаду кувају са шаргарепом, пашканатом и целером. Када би се све то добро скувало, састојци би се вадили из чорбе, секли на коцке и потом вратили у процеђену воду у којој су се кували, а чорба се онда зачињавала жуманцетом и кајмаком, сољу и бибером.

## Исхрана на селу
Градске кухиње. Оне се огледају и у распореду оброка и у коришћењу намирница. Распоред оброка у сеоској средини умногоме је зависио од пољских радова. Припремала су се два оброка, ручак и вечера. Ручало се око 10—11 сати, обично сир, пита од сира или проја, а вечерало се око 18—19 сати, када би радови били обављени. Вечера је била комплетан оброк састављен од млечних предјела, салата, свеже испечене проје или пите, куване чорбе и повремено од куваног или печеног живинског меса. У летње доба, када се највише радило на пољу, спремала се и ужина која се обично око 14 сати носила у њиве или на поља. Тај оброк је био лаган, састављен од сира, свежег поврћа, киселог млека. Представљао је одмор од летње врућине и јео се споро.
Свакодневна исхрана сеоске породице заснивала се на млечним производима, јајима и различитим јелима од поврћа. Од млечних производа посебно се истиче сир, који се јео у свакој прилици. Без њега се није кретало ни на пут, а био је и обавезан део предјела, уз црни или бели лук и проју. Данас веома добро познати производ од млека, кајмак, ретко се помиње у путописима из 19. века. Један од ретких помена је онај Енглескиње Мери Е. Драм, која га је пробала у малој гостионици поред манастира Студеница.
Значајно место у исхрани заузимало је месо. Оно је било додатак поврћу, али се није тако често јело. Од месних производа традиционално су се спремале разне врсте печења: јагњеће, пилеће и ћуреће, као и прасеће које се теже набављало у турско време. На селу се стока сматрала благом, тако да се углавном клала за празнике и велика славља као што су свадбе или крштења.
Прављење и печење хлеба и погаче такође су део традиционалне кухиње код Срба. Разне врсте житарица од којих се месило тесто и разне врсте црепуља помињу путници у многим путописима. У селима се углавном јео хлеб од кукурузног брашна (проја) због недостатка пшенице, која је давала слабе приносе на брдским просторима.
На разлику између градског и сеоског начина исхране битно је утицала и умешност домаћице у спремању јела. На селу су се жене бавиле и пословима на пољу и око стоке, па нису имале довољно времена да се баве кухињом. Зато су припремале јела која су се брзо и лако спремала. Јела су била једноставнија него у градској средини. Жене у граду биле су везане за кућу и одгајање деце, те су имале више времена и воље да се посвете кухињи.

## Пост
Начин исхране код Срба у великој мери био је уобличаван и постовима којих се народ строго придржавао. Пост је пре свега важио за вернике и ограничавао је људе и у селу и у граду, и богате и сиромашне. Православни верници су се уздржавали од мрсне хране у данима које је црква одредила. Постоје једнодневни и вишедневни постови. Једнодневни пост се држао средом и петком, а вишедневни су Велики пост пред Ускрс (седам недеља), затим Божићни пост пре Божића (шест недеља) и др. Током поста мењао се начин исхране — потпуно су се избегавали млеко, млечни производи, јаја, месо и месне прерађевине.
Пре великих постова, пред Божић и Ускрс, све кухињско посуђе би се искувавало у цеђу, да би било „посно”, а потом би се почињао пост. Свакодневни посни јеловник сеоског домаћинства састојао се од поврћа, сирћета, проје, посног пасуља, али без уља, јер га није ни било у довољним количинама. Уље се користило само у посебним приликама, као што је припрема посне славе. Пост је на неки начин помагао сиромашнијим породицама да уштеде на храни.
У богатијим породицама посни јеловник је био разноврснији и богатији, што се види из описа једно посног ручка у Винчи 1893. године, где се јела посна рибља чорба, рибљи паприкаш, печене рибе на жару, проја, и др.

## Кувари и чланци о кулинарству у часописима
Колики је значај имао начин исхране у то време, показује и потреба за штампањем кувара. Године 1855. појавио се „Први српски кувар” јеромонаха Јеротеја Драгановића. Један од најпопуларнијих је био кувар Катарине Поповић-Миџине, који је објављен 1877. године под називом „Велики српски кувар за употребу српских домаћица”. Ова књига је често допуњавана и прештампавана и доживела је велику популарност. После великог успеха овог кувара, многи аутори су почели да припремају и издају сличне књиге. На пример, Сима М. Лозанић описује како се чува храна и даје практичне савете како се она конзервише. Софија Марковић-Максимовић припрема „Практични кувар” у којем детаљно објашњава како треба кувати млеко да оно не изври или како пећи месо, а да се оно не угљенише.
У тадашње време, као да је било помодно давати савете везане за кухињу и само припремање хране. Часописи тога времена имали су доста текстова о томе. На пример, у часопису „Кућење” могли су се срести наслови попут: „Рад у кухињи”, „Спремање меса живине, дивљачи и рибе”, „Спремање пре кувања”, и сл. У тим текстовима детаљно су описивани начини припреме намирница пре кувања: чишћење и прање поврћа, обрада меса као што је „шпиковање” (парче меса наденуто сланином), чишћење рибе итд. У часопису „Сељак” даје се детаљан савет како одабрати куповни хлеб:
Који је најбољи куповни леб, онај, што је лепо пупчасто нарастао, што има мрку или црну а глатку и сјајну кору, што је пупушкав, и што озго куцкан по мало звони, а не као блато трулог гласа. Расечен треба да је буав, ситно и пуно шупљикав, ни кршан, ни гњецав. Врло крт и крупко шупљикав леб не ваља, јер је које чим мешен, а брзо се сасуши, а није питав. Добар леб несме на језику ни кисити ни бљутав бити.

У истом часопису даје се савет домаћицама о кувању варива. Пише да се пасуљ, грашак, сочиво и боб тешко кувају у бунарској води, а лакше у текућој, а најбоље у кишници. Такође се напомиње да не ваља скупљати кишницу која пада са крова, нити ону на почетку пљуска, јер су прљаве, већ да се треба скупљати она „испод неба” и мало после почетка пљуска. Каже се још да је најбоље и најбрже преко зиме кувати у снежници.
Такође у часопису „Сељак”, али неколико месеци касније, објављен је рецепт о припреми кајсија и бресака за зимницу. Наслов чланка био је „Нашим домаћицама”. Рецепт гласи:
Зелене кајсије и брескве још су укусније, ако се овако као што следује за зиму оставе. Побери колико оћеш кајсија, пак ји прободи са каквом дебелом иглом, на то ји покувај на мекано, али не да се распадну баш. После се из лонца поваде и метну на једно сито, да сва вода изцури.

Узми сад толико фунти шећера, колико фунти кајсија имаш, пак га растопи са нешто воде на умереној ватри поред непрестаног мешања. Кајсије се дотле мету у какав чист суд, пак се онда овим растопљеним шећером прелију, ал онако сасвим врео; 24 сата се остави так шећер на кајсијама, пак се онда одлије и опет на ново кува, пак опет с њим кајсије прелију и оставе тако 24 сата и то се повторава 4-6 пута, док се шећер тако некува, да већ тећи не може. Сад се овај шећер остави, кад се последњи пут одлије. Ове тим начином преливене кајсије, мету се сад у стакло, прелију са јаком ракијом и оставе 8-14 дана на миру. После тога времена се мете онај остављени шећер у ту флашу, и флаша се сад добро затвори са бешком која се најпре ракијом накваси. После 14 дана се већ јести могу. Тако се исто ради са зеленим бресквама и бадемима.